# Senkrechtstartanlage für Flugkörper

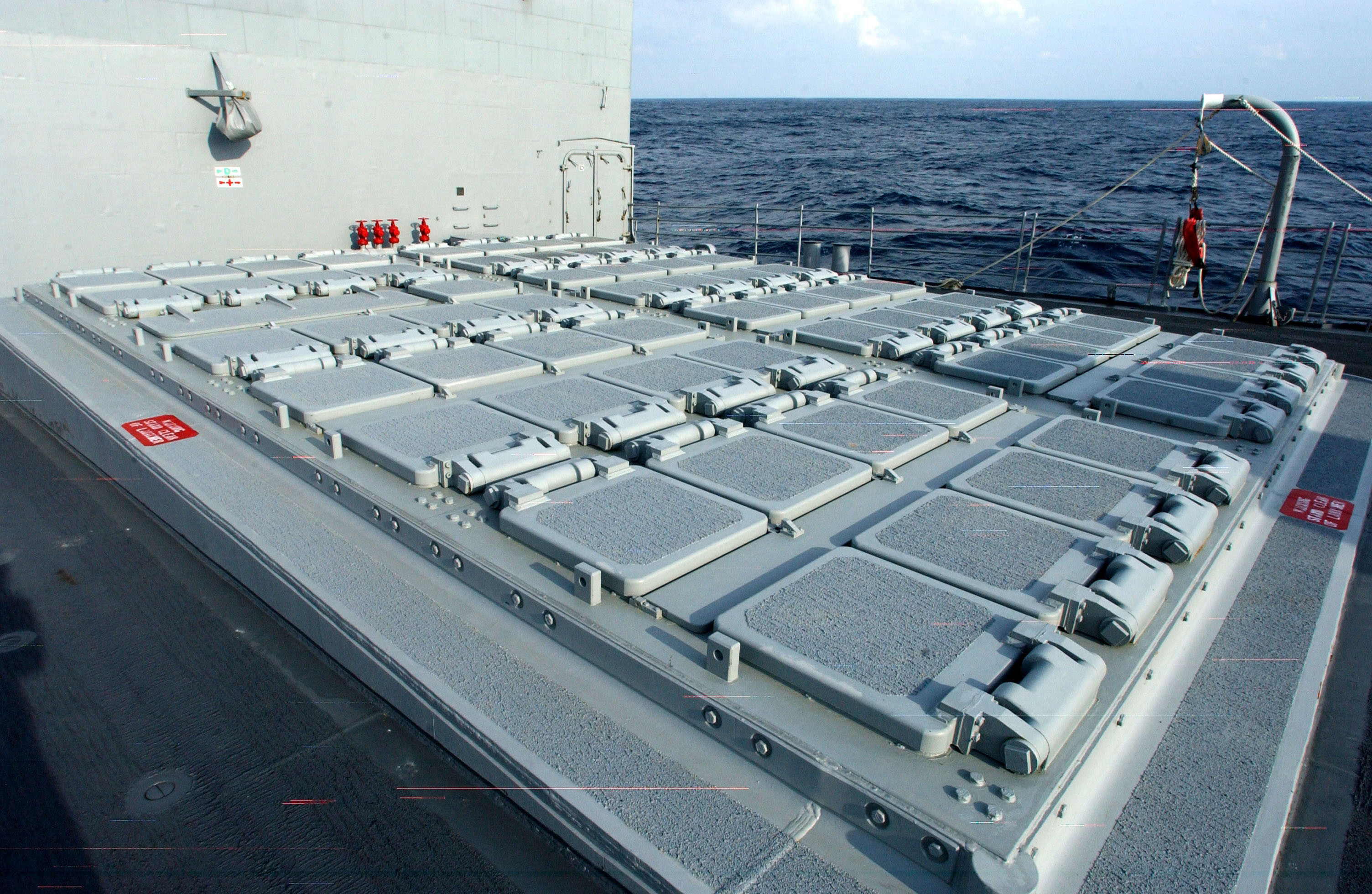
VLS-Zellen an Bord der San Jacinto

Eine Senkrechtstartanlage für Flugkörper, im englischen Sprachraum als Vertical Launching System (VLS) bezeichnet, ist ein System, mit dem Raketen sowohl von U-Booten als auch von Überwasser-Kriegsschiffen gestartet werden können. Die Raketen stehen dabei aufrecht in Startrohren.

## Entwicklung und Verwendung
Ursprünglich entwickelt, um die riesigen Interkontinentalraketen von SSBNs starten zu können, ist auf vielen Schiffen heute ein verkleinertes VLS vorhanden, mit dem beispielsweise Marschflugkörper vom Typ BGM-109 Tomahawk oder Flugabwehrraketen gestartet werden können. Der große Vorteil gegenüber anderen Systemen ist hierbei die höhere Feuerrate (alle Raketen können sehr schnell hintereinander gestartet werden). Weitere Vorteile liegen in der größeren Toleranz gegenüber Schäden sowie der Verringerung des Radarquerschnitts im Vergleich zu Aufdeck-Startersystemen.
Ein Nachladen auf hoher See ist, im Gegensatz etwa zu Torpedorohren, allerdings nur mit Hilfe eines Tenders (Versorgungsschiff) möglich.

## Heißstart und Kaltstart
Es gibt zwei Arten, Raketen (vertikal) starten zu lassen. Beim Heißstart (eng. hot launch) wird der Raketenmotor direkt gezündet, während beim Kaltstart (eng. cold launch) die Rakete durch eine externe Energiequelle zuvor aus der Startvorrichtung geschleudert wird, bevor die Triebwerke zünden.

## Technik
Das System der United States Navy, bekannt als Mk 41 VLS, kann Flugkörper vom Typ RIM-7 Sea Sparrow, RIM-162 Evolved Sea Sparrow Missile (Quadpack, s. u.) und Standard Missile (Kurz- bzw. Mittel- bis Langstrecken-FlaRak), VLASROC (Anti-U-Boot-Waffe, die einen Torpedo Mk 46 über Wasser ins Zielgebiet befördert) und Tomahawk laden und feuern, über eine Erweiterung dieser Palette wird nachgedacht.
Besonders auf Schiffen mit Aegis-Kampfsystem (z. B. Ticonderoga-Klasse) ist ein VLS sehr verbreitet; es wird jedoch auch auf Nicht-Aegis-Schiffen eingesetzt. Ausgehend von den britischen Fregatten der Duke-Klasse, hat sich das VLS inzwischen auch auf europäischen Kriegsschiffen verbreitet. Moderne Lenkwaffenzerstörer wie die Daring-Klasse oder Lenkwaffenfregatten wie die deutsche Brandenburg- oder Sachsen-Klasse sowie die italienisch-französische Horizon-Klasse verfügen über VLS für Luftabwehr- und Marschflugkörper.
Westliche Marinen benutzen ein System, das pro Zelle einen Flugkörper enthält, während Russland und die Volksrepublik China ein Revolvermagazin bevorzugen, das mehrere Flugkörper pro Schacht enthält. Einzige Ausnahme bilden die neuen ESSM-Flugkörper der westlichen Marinen, sie werden in sogenannten Quad-Packs gelagert, wodurch vier Flugkörper in einer Zelle gelagert werden können.

## Konventionelle Raketen-U-Boote
Seit 2021 besitzt die südkoreanische Marine konventionelle Raketen-U-Boote mit VLS, die von der deutschen Klasse 214 abgeleitet sind. Für die israelische Marine baut ThyssenKrupp Marine Systems neue U-Boote der Dakar-Klasse, die ebenfalls mit einem VLS ausgestattet sein werden. Das sechste U-Boot der israelischen Dolphin-Klasse soll bereits ein solches System besitzen, dessen Entwicklung seine Indienststellung über drei Jahre verzögert hat.

## Galerie

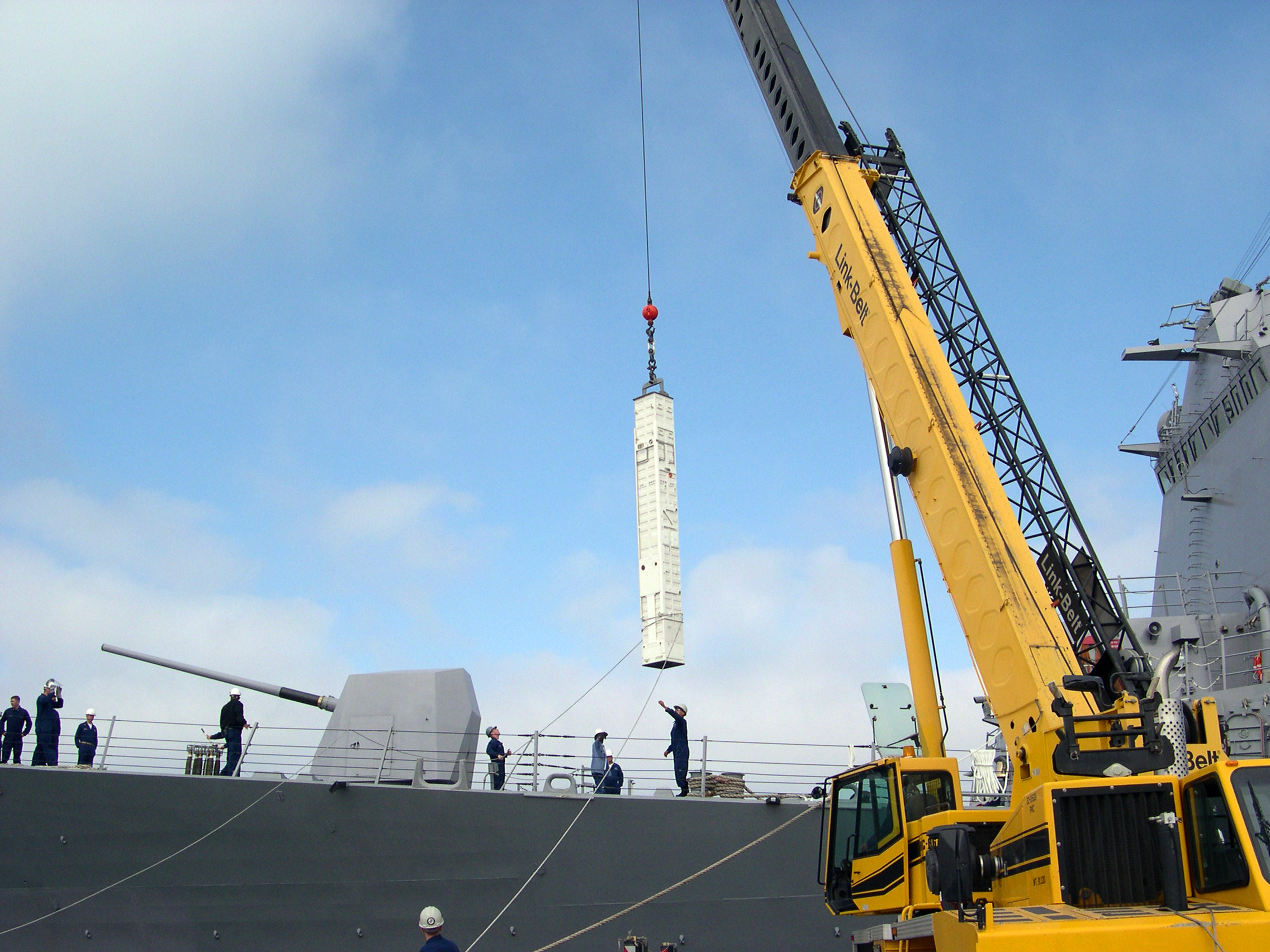
Laden eines Kanisters für vier RIM-162 ESSM in einen VLS-Schacht der McCampbell
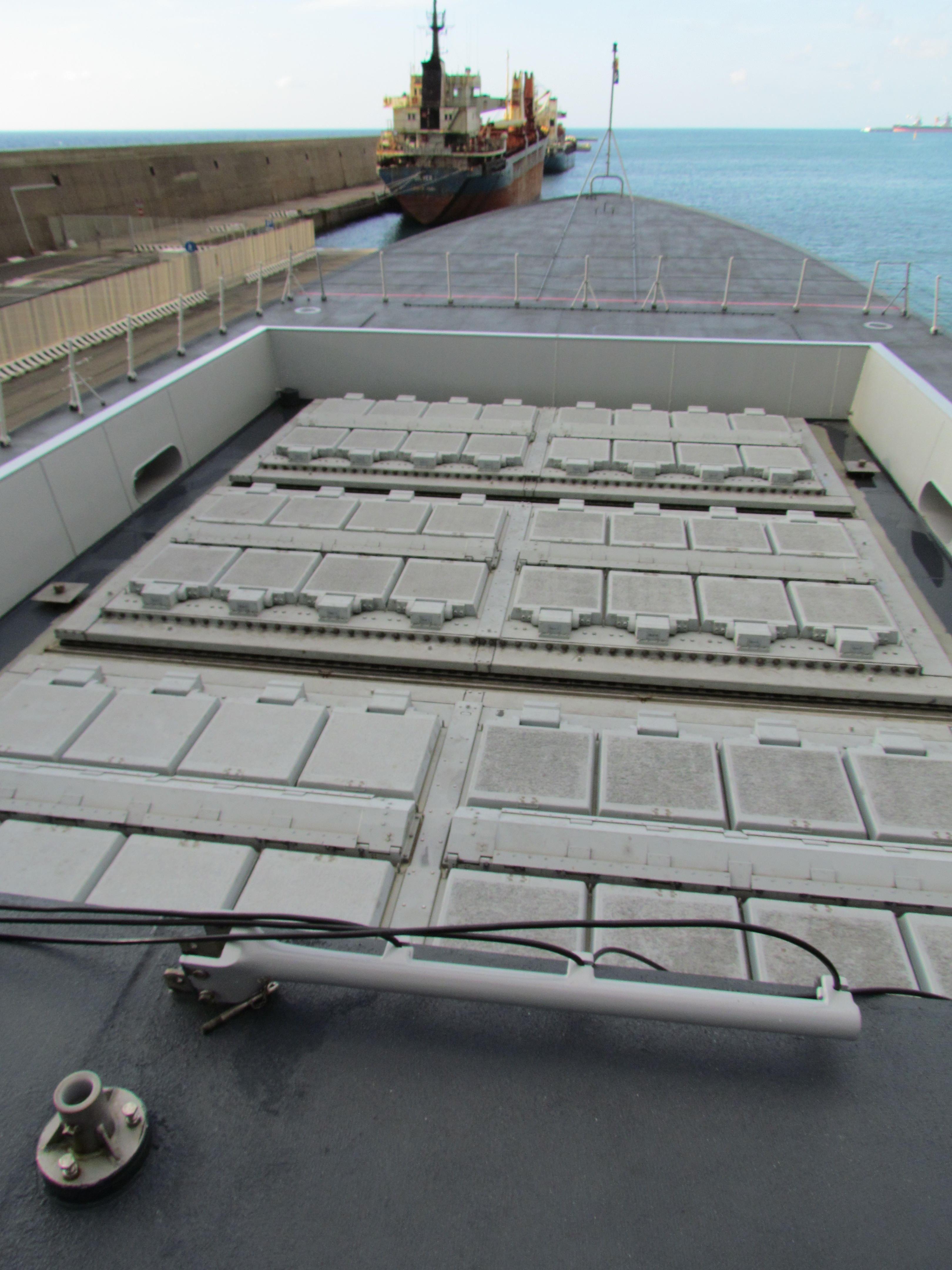
Sylver VLS-Zellen an Bord des italienischen Zerstörers Caio Duilio
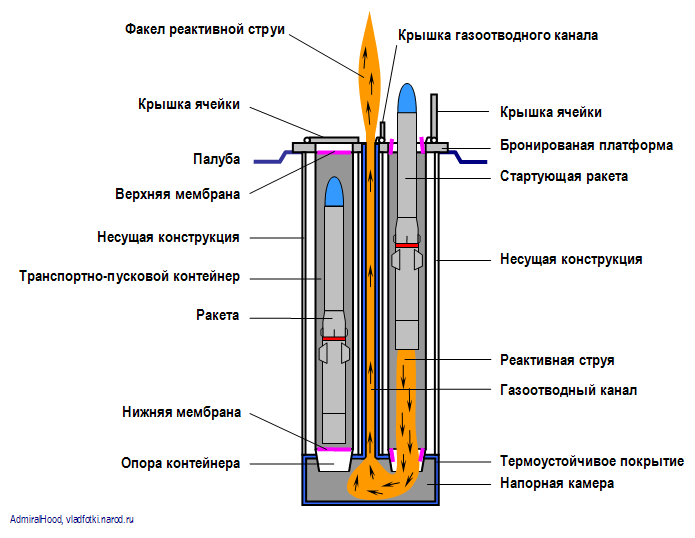
Umleitung des Abgasstrahls beim heißen Raketenstart
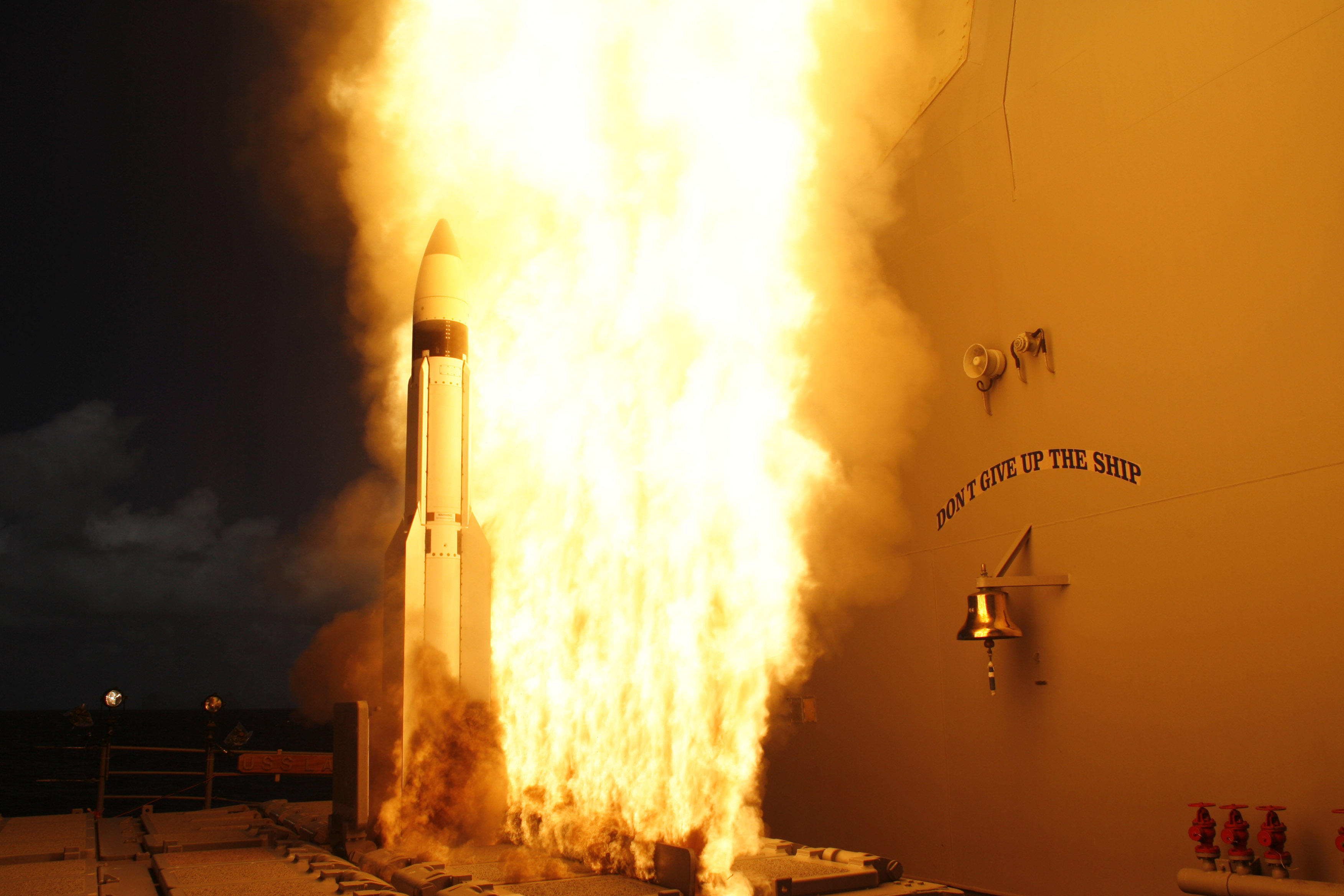
Start einer SM-3 von Bord der Lake Erie. Deutlich sichtbar sind die umgeleiteten Flammen vom Raketenstart.
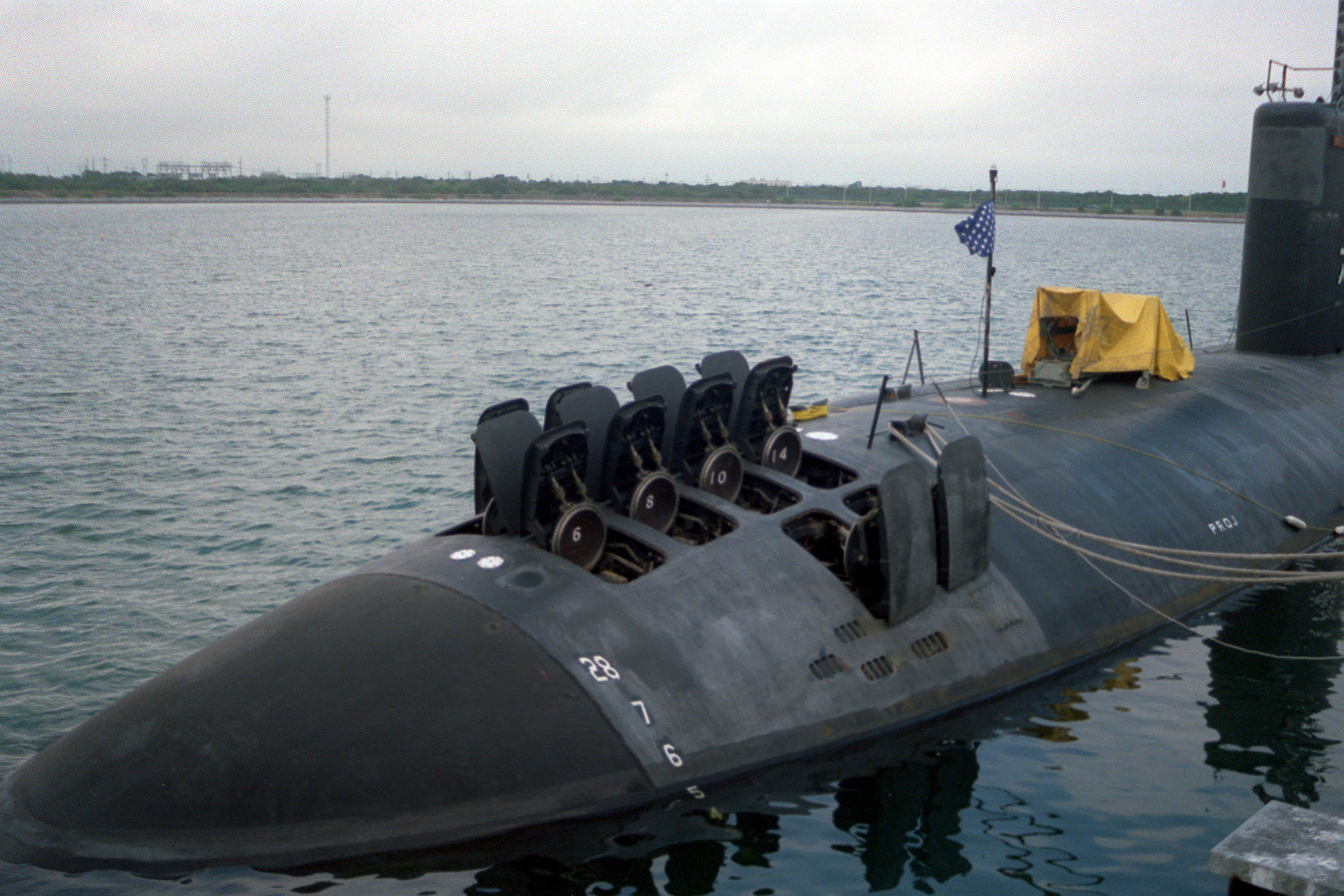
Mark 36 VLS mit Tomahawk Cruise Missiles im vorderen Teil der Santa Fe
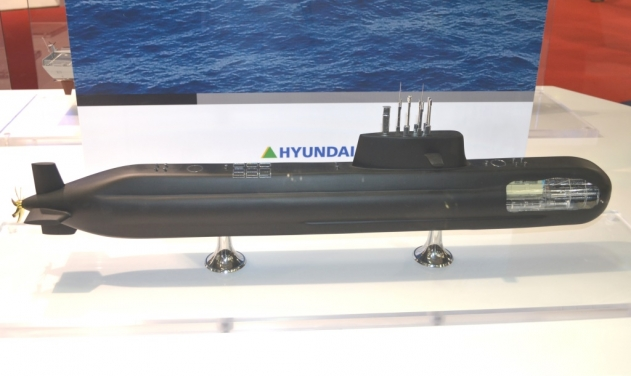
Südkoreanische Dosan-Ahn-Chang-ho-Klasse (KSS-III-Klasse) mit sechs Raketenluken an der Oberseite (Modell)
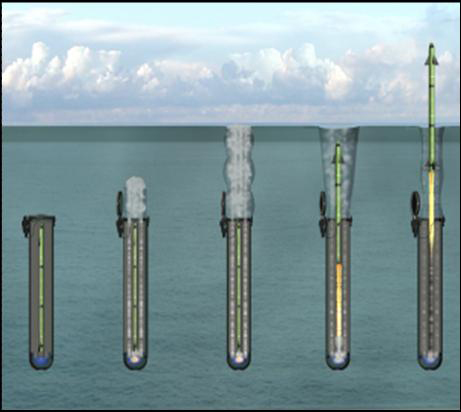
Schematischer Ablauf eines Raketenstarts auf Sehrohrtiefe
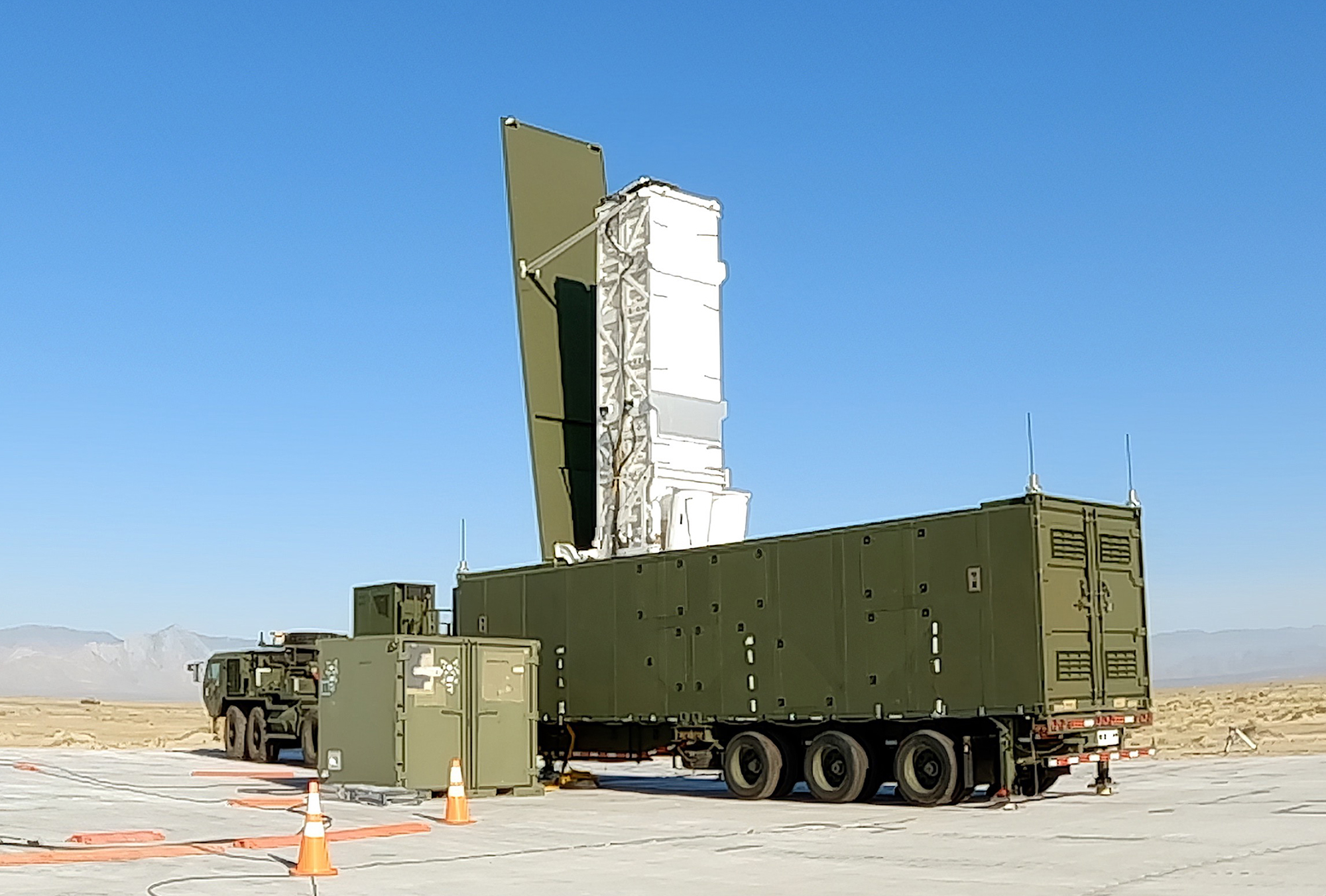
Typhon Mid-Range Capability (MRC): Sattelauflieger mit Mk-70-Mod-1-VLS-Senkrechtstartanlage für 4 Tomahawk- oder SM-6-Raketen

## Systeme und Verwender
- Mk 41 Vertical Launching System: USA, Kanada, Deutschland, Spanien, Niederlande, Norwegen, Türkei, Südkorea, Japan, Australien
- Mk 48 VLS: Kanada, Belgien, Japan, Portugal
- Mk 56 VLS: Dänemark
- Sylver VLS: Frankreich, Italien, Großbritannien, Saudi-Arabien, Singapur
- GWS 26 VL Sea Wolf: Großbritannien, Brasilien, Chile, Malaysia
- 3R14: Russland